# Goldene Kamera 2020
Die Verleihung der Goldenen Kamera 2020 sollte ursprünglich am 21. März 2020 auf dem Gelände des ehemaligen Flughafens Tempelhof in Berlin stattfinden. Es sollte die letzte Verleihung des Preises sein. Die Moderation sollte zum 14. Mal Thomas Gottschalk übernehmen. Die Verleihung sollte live zur Hauptsendezeit im ZDF übertragen werden. 
Wegen einer möglichen Gefährdung durch die COVID-19-Pandemie wurde die Veranstaltung zunächst auf den 12. November 2020 verschoben und Ende September erneut auf unbestimmte Zeit.

## Preisträger und Nominierungen

### Comedy-Legende
Otto Waalkes

### Beste Schauspielerin
Iris Berben